# Abe Laboriel

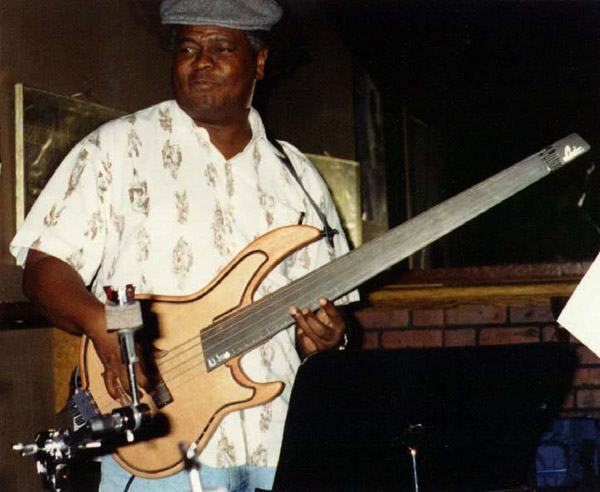
Abe Laboriel (1994)

Abraham „Abe“ Laboriel (* 17. Juli 1947 in Mexiko-Stadt) ist ein amerikanischer Bassist des Fusion-Jazz.

## Leben und Wirken
Laboriel ist Sohn eines Gitarrenlehrers und verlor mit vier Jahren die Kuppe seines linken Zeigefingers. Er lernte Gitarre bei seinem Vater und spielte als Rock’n Roll-Gitarrist in Mexiko, studierte jedoch zwei Jahre lang Ingenieurwissenschaften, bevor er sich für die Musik entschied und ab 1972 am Berklee College of Music Komposition studierte. Während des Studiums wechselte er zur Bassgitarre und spielte in Gruppen um Gary Burton und in der Bostoner Aufführung des Musicals „Hair“. 1973 war er für kurze Zeit Mitglied des Count Basie Orchestra, tourte mit Musikern wie Michel Legrand und Johnny Mathis. Auf Anraten von Henry Mancini zog er schließlich 1977 nach Los Angeles.
Dort arbeitete er sehr erfolgreich als Studiomusiker und war an Film-Musiken beteiligt wie z. B. für Hair, Die Farbe Lila oder Nine to Five. Daneben spielte er mit Lee Ritenour, den er auf acht Alben begleitete, aber auch mit John Klemmer, George Benson, Larry Carlton, Don und Dave Grusin, Stevie Wonder, Al Jarreau, Ella Fitzgerald, Herbie Hancock, David Benoit, Manhattan Transfer, Michael Jackson, Aretha Franklin, Tânia Maria, Joe Sample, John Handy, Chris Beckers, Donald Fagen, Hiroko Kokubu oder Diane Schuur.
Darüber hinaus gründete er 1980 die Band Koinonia, die bis 1990 vier Alben veröffentlichte. 1994 trat er bei verschiedenen europäischen Festivals auf. 2005 wurde ihm vom Berklee College of Music die Ehrendoktorwürde verliehen.
Laboriel ist der Vater des US-amerikanischen Schlagzeugers Abe Laboriel Jr.

## Diskographische Hinweise
- More Than a Feelin’ (1982)
- Celebration (1984)
- Frontline (1986)
- Koinonia (1989)
- Dear Friends (1994)
- Guidum (1995)
- Live in Switzerland (2005)

## Lexigraphische Einträge
- Leonard Feather, Ira Gitler: The Biographical Encyclopedia of Jazz. Oxford University Press, New York 1999, ISBN 0-19-532000-X.
- Martin Kunzler: Jazz-Lexikon. Band 1: A–L (= rororo-Sachbuch. Bd. 16512). 2. Auflage. Rowohlt, Reinbek bei Hamburg 2004, ISBN 3-499-16512-0.